# Los Reyes de Juárez
Los Reyes de Juárez là một đô thị thuộc bang Puebla, México. Năm 2005, dân số của đô thị này là 24151 người.